# Orde Gilbertí
L'Orde Gilbertí va ser un orde religiós doble, compost per comunitats monàstiques femenines sota la regla cistercenca i comunitats de canonges regulars, sota la Regla de Sant Agustí, que dirigien espiritualment les comunitats femenines; a més, hi havia germans i germanes llecs. Va ser fundat per sant Gilbert de Sempringham cap al 1130, essent l'únic orde religiós originat a Anglaterra. Difós per aquest regnes, les seves cases van ser suprimides en 1538 per Enric VIII d'Anglaterra, desapareixent així l'orde.

## Fundació

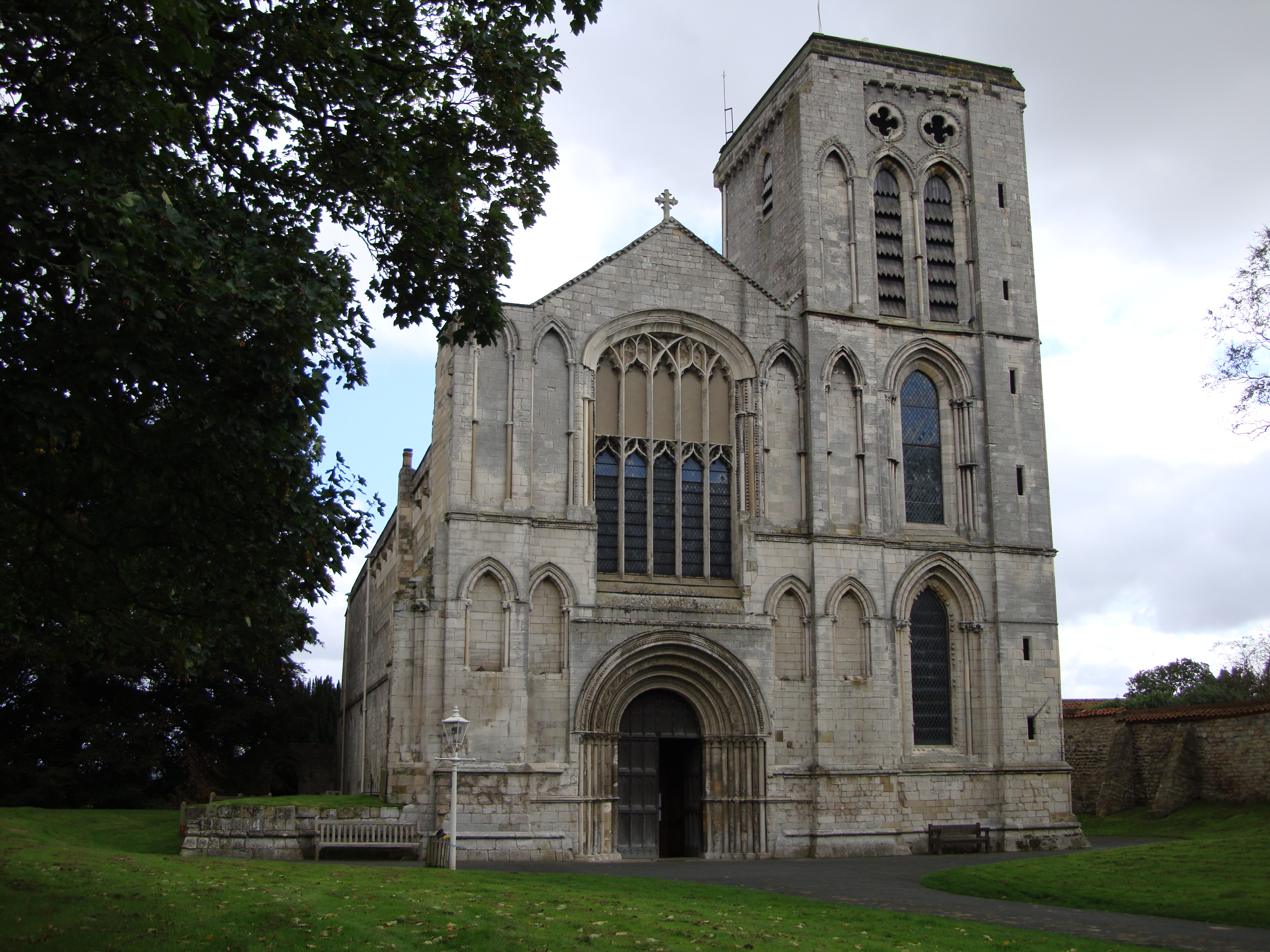
Priorat gilbertí de Malton.

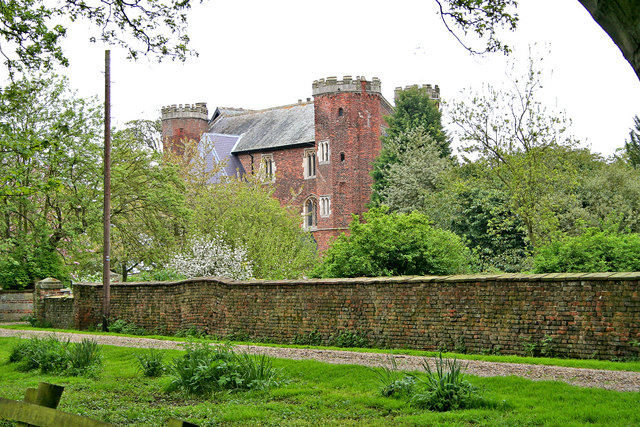
Priorat de Watton.

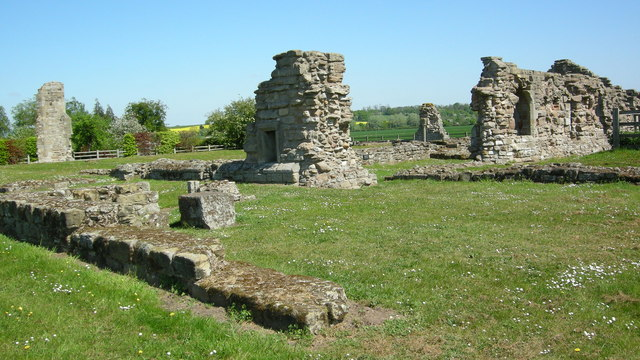
Ruines del priorat de Mattersey.

Sant Gilbert, fascinat per l'ideal monàstic que promovia Bernat de Claravall, va pensar de fundar una comunitat masculina de monjos. El 1131, va canviar d'idea en fundar una comunitat amb set dones que ell mateix havia educat a l'escola parroquial que havia fundat a Sempringham: seguien la regla cistercenca i va ser el primer nucli del futur orde.
De mica en mica, hi va admetre germanes llegues, que s'encarregaven de fer les tasques quotidianes de manteniment, i germans llecs que llauraven els camps, la qual cosa permetia a les monges dedicar-se a la pregària i la vida contemplativa. El 1139 l'orde va rebre del bisbe de Lincoln (Anglaterra), Alexander, uns terrenys a Haverholme, on s'assentà la primera fundació gilbertina. Anys després, quan ja havia fundat altres monestirs, i veient que no podia garantir l'assistència espiritual a les monges, Gilbert va demanar ajut als cistercencs.

## Desenvolupament
El 1147 anà a l'abadia de Citeaux per demanar a Bernat de Claravall i al capítol general de l'orde que admetessin els seus monestirs a l'Orde del Cister. Aquest orde, però, encara no tenia intencions de crear-ne una branca femenina i van rebutjar la proposta. Eugeni III, que havia estat monjo cistercenc, va concedir a Gilbert una gran autonomia perquè reorganitzés els seus monestirs com millor pogués resultar.
En tornar a Sempringham, i possiblement influït pel coneixement que havia tingut de l'orde de Fontevraud, orde doble amb homes i dones, que Robert d'Arbrissel havia fundat a l'Abadia de Fontevrault, Gilbert decidí de fundar, per complementar les comunitats femenines, un orde de canonges regulars que proveiria els priors, capellans i directors espirituals a les monges. Els canonges serien set per a cada casa i seguirien la Regla de Sant Agustí. Així, cada comunitat comptava amb quatre tipus de religiosos: monges, germanes llegues, canonges regulars i germans llecs.
Els estatuts del nou orde van ser aprovats per Eugeni III en 1148 i confirmats per Adrià IV i Alexandre III.

## Vida quotidiana
L'hàbit dels canonges gilbertins consistia en una túnica negra i una capa i caputxa de llana blanca. Les monges gilbertines, a imitiació dels cistercencs, vestien un hàbit blanc amb vel negre. Les abadies tenien al seu centre l'església, on un mur separava les religioses dels canonges; al nord hi havia el monestir de monges, i al sud la zona dels canonges. Malgrat la segregació, no mancaren episodis escandalosos. Totes les comunitats estaven sota l'autoritat d'un prior general que residia a Sempringham, anomenat Mestre de Sempringham i que era elegit pel capítol general, compost pels priors, priores i cellari (ecònoms) de cada casa. El capítol es reunia un cop l'any i podia deposar el prior general.

## Difusió
Els gilbertins van tenir una ràpida difusió en Anglaterra i Irlanda: en 1189, en morir el fundador, hi havia 13 monestirs (nou de dobles i quatre masculins) amb 1.200 religioses i 700 religiosos. Hi ingressaren molt fills de famílies nobles i d'entre les seves files van sortir bisbes de seus importants. En 1282, en conquerir els anglesos Gal·les, van obligar les grans famílies del país a destinar alguns dels seus fills a l'orde gilbertí. En el moment de màxima expansió, va haver-n'hi 26 monestirs.

## Declivi i supressió
En acabar el segle xv, Enric VI d'Anglaterra va revocar els privilegis fiscals que tenien els monestirs gilbertins, amb la qual cosa començà el declivi econòmic de l'orde, que continuà fins que el 1538, Enric VIII va decretar la dissolució de tots els monestirs d'Anglaterra, Irlanda i Gal·les. L'orde mai més va revifar. Els últims monjos es van refugiar a Roma, on van portar les relíquies del fundador.